# Alvin och gänget (filmserie)
Den fiktiva animerade sånggruppen Alvin och gänget skapad av Ross Bagdasarian har dykt upp i åtta långfilmer sedan sin debut.

## Filmer

### Alvin och gänget (2007)
I en trädgård går tre musiker, Alvin (Justin Long), bråkmakaren, Simon (Matthew Gray Gubler), den smarta i trion och Theodore (Jesse McCartney), den knubbiga älskvärda av jordekorrarna. De upptäcker att detas favoritträd huggits ner och transporteras till Los Angeles. Där möter de den frustrerade låtskrivaren David Seville (Jason Lee). Efter att ha gett en dåligt första intryck imponerar de honom med sin sångtalang. De börjar drömma om framgång för både låtskrivaren och sig själva och kommer överens med honom att sjunga hans låtar. Drömmen slår så småningom in, men deras skrupelfria chef på skivbolaget, Ian Hawke (David Cross), tänker bryta samarbete för att skivbolaget bättre ska kunna profitera på jordekorrarnas talang. Kan Dave and Alvins gäng genomskåda chefen och se vad de verkligen värdesätter bakom framgångens glamour?

### Alvin och gänget 2 (2009)
De nya stjärnorna Alvin (Justin Long), Simon (Matthew Gray Gubler) och Theodore (Jesse McCartney) tas omhand av Dave Sevilles (Jason Lee) tjugofemåriga kusin Toby (Zachary Levi). Pojkarna får lägga musikkarriären åt sidan för att ägna sig åt skolan. De får i uppgift att rädda skolans musikprogram genom att vinna en pristävling för musikgrupper som kan ge 25 000 dollar. Men jordekorrarna möter helt oväntat tre andra sjungande jordekorrar, nämligen The Chipettes — Brittany (Christina Applegate), Jeanette (Anna Faris) och Eleanor (Amy Poehler). Ljuv musik och romantik uppstår.

### Alvin och gänget 3 (2011)
Dave (Jason Lee), Alvin och gänget och the Chipettes njuter på en lyxkryssning, men fartyget tar en oväntad omväg förbi en okänd ö. Alvin (Justin Long) och gänget letar efter en väg tillbaka till civilisationen och blir alltmer varse att de inte är ensamma på den avskilda paradisön.

### Alvin och gänget: Gasen i botten (2015)
Genom en rad missförstånd börjar Alvin (Justin Long), Simon (Matthew Gray Gubler) och Theodore (Jesse McCartney) att tro att Dave (Jason Lee) kommer att gifta sig med sin nya flickvän i Miami ... och dumpa dem. De har tre dagar på sig att hindra giftermålet, och rädda sig, inte bara från att förlora Dave, utan också från att få en hemsk styvbror.